# Mike Leander
Mike Leander (eigentlich Michael George Farr, * 30. Juni 1941; † 18. April 1996) war ein britischer Musikproduzent und Arrangeur, der in den 1960er Jahren für Decca Records und in den 1970ern für Bell Records tätig war. Am bekanntesten wurde er durch seine Tätigkeit als Songwriter und Produzent für Gary Glitter, dessen sämtliche Hits er schrieb.
Gleich zu Beginn seiner Karriere arbeitete Leander mit dem Sänger Paul Raven und produzierte für diesen mehrere Singles bei MCA Records. Raven bekam eine Rolle in dem Musical Jesus Christ Superstar, nannte sich kurz darauf in Gary Glitter um, und Glitter und Leander führten sowohl ein Arbeitsverhältnis als auch eine persönliche Freundschaft bis zu Leanders Tod im Jahr 1996.
Außerdem arbeitete er mit Marianne Faithfull, Billy Fury, Marc Bolan, Joe Cocker, den Small Faces, Van Morrison, Alan Price, Peter Frampton, Keith Richards, Shirley Bassey, Lulu, Beryl Marsden, Jimmy Page, Roy Orbison und Gene Pitney sowie den Formationen Glitter Band, Hello und David McWilliams.
Leander war auch für Ben E. King und die Drifters auf dem Label Atlantic Records tätig und war Arrangeur des Stücks She’s Leaving Home der Beatles auf dem Album Sgt. Pepper’s Lonely Hearts Club Band.
Daneben produzierte Leander das Konzeptalbum Jesus Christ Superstar von Andrew Lloyd Webber und Tim Rice und schrieb in den späten 1960er Jahren einige Filmmusiken und war am Musikprojekt Marquis of Kensington beteiligt, mit denen er 3 Singles veröffentlichte.
In den 1980ern schrieb Leander das Musical Matador. Die Musik dazu wurde von Tom Jones eingespielt und verschaffte diesem ein Comeback und mit A Boy from Nowhere einen britischen Top-10-Erfolg.